# Авдеев, Владимир Борисович
Влади́мир Бори́сович Авде́ев  (24 марта 1962, Нижний Тагил, Свердловская область — 5 декабря 2020) — российский писатель и публицист.
Разделял идеи «арийского» происхождения славян, близкого родства славян со скифами, родины Заратуштры на территории России к востоку от Волги и локализации «арийской» прародины в России. Создатель учения «расологии», представляющего собой расовую теорию о решающем влиянии расовых различий и «превосходстве нордической расы» над другими. Это учение, по мысли автора, призвано было обосновать идею «арийского» происхождения славян и стать основой создания «новой сверхсовершенной белой расы».
Состоял в редакционных коллегиях различных изданий, преимущественно расистской и националистической направленности, Совете координаторов «Московской славянской языческой общины» А. К. Белова, клубе славяно-горицкой борьбы. Позиционировал себя как «язычник».

## Биография
Родился 24 марта 1962 года в Нижнем Тагиле (Свердловская область) в семье военнослужащего. В 1985 году окончил Московский энергетический институт, получив профессию инженера по персональным компьютерам. После службы в Советской армии (офицером ВВС в Забайкальском военном округе) некоторое время работал на закрытом предприятии оборонного комплекса, затем до 1991 года — в Министерстве культуры и Всероссийском фонде культуры.
Во второй половине 1980-х годов дебютировал как писатель, автор художественных произведений о загадках древних цивилизаций и религий. В конце 1980-х — начале 1990-х годов пытался сделать писательскую карьеру и опубликовал ряд художественных произведений в стиле европейской интеллектуальной прозы (романы «Протезист», 1990; «Страсти по Габриэлю», 1992). В 1989 году был рекомендован в Союз писателей СССР, с 1993 года — член Союза писателей России.
С середины 1990-х годов стал сторонником неоязычества («Преодоление христианства», 1994). С конца 1990-х годов стал сторонником интегрального национализма («Интегральный национализм», 1996) и расовой теории («Свобода личности и расовая гигиена», 1997), которой дал наименование «расологии», и принял активное участие в развитии антихристианского национал-демократического движения.
Являлся активистом «Московской языческой общины» и членом Клуба славяно-горицкой борьбы, а также сотрудничал с распространявшими идеи расизма изданиями, такими как «За русское дело» и московского «журнала правой перспективы» «Наследие предков». Последний издавался без строгой периодичности в разных издательствах. Придерживался резко националистических позиций.
В 1997 году Авдеев Иванов вместе с А. М. Ивановым (Скуратовым) и П. В. Тулаевым участвовал в создании московского филиала «Европейской синергии».
В 1999 году основал серию книг «Библиотека расовой мысли» издательства «Белые альвы», под грифом которой публиковал сочинения российских расовых теоретиков и классиков западной расовой теории, в частности, переиздал известное расистское сочинение начала XX века книгу Людвига Вольтмана «Политическая антропология», а также произведения Ханса Гюнтера, пропагандиста расовой антропологии в период нацизма.
В 2000 году для пропаганды своих идей основал совместно с А. М. Ивановым (Скуратовым) и П. В. Тулаевым расистский неонацистский «русский международный журнал» «Атеней», в редколлегии которого состоял все годы его существования.
В 2014 году на Московской международной книжной выставке-ярмарке представил книги расистский авторов «Ариец и его социальная роль» Жоржа Ваше де Лапужа и «Белое самосознание» Джареда Тэйлора, изданные в издательстве «Кучково поле» по его инициативе.
Скончался 5 декабря 2020 года от осложнений, вызванных COVID-19.

## Неоязычество
Книга Авдеева «Преодоление христианства» (1994) сыграла большую роль в русском неоязычестве. Это в значительной мере компилятивное сочинение, где автор пытается дать своё видение истории создания Библии и формирования христианского учения. Авдеев приходит к выводу, что христианство является религией, ограничивающей потенциал личности, тогда как язычество, по его мнению, это наиболее адаптированный к жизни мировоззренческий комплекс.
В этой книге Авдеев утверждал, что в настоящее время, в эпоху модернизации, урбанизации, значительных миграций и этнического смешения притягательность прежних ценностей и традиционных знаний существенно падает, поэтому люди начинают тяготеть к нетрадиционным религиям. По этой причине он считал христианство устаревшей религией, и стремится доказать неизменную ценность язычества, которое содержало бесценные сокровища народной мудрости. Он пишет о несамостоятельности и ограниченности христианства, которое, по его мнению, в безжалостно уничтожило язычество. Он утверждает, что языческая стихия является постоянным спутником русского православия, с которым, однако, язычество постоянно боролось и проявляло себя в сектантстве и расколе. Авдеев заявляет о вредоносности христианства, которое, по его мысли, погубило Рим и привело к распаду Киевской Руси, задержало культурное развитие России и Европы, уничтожило или скрыло плоды тысячелетних народных знаний. Он называет христианство «религией человеконенавистничества», которая неспособна к творческому мышлению и относит к последователям Христа коммунистов. Авдеев писал о якобы психопатической ущербности личности Христа и его тяжёлой генетической наследственности. Он высоко оценивал «великого арийского пророка», «нашего соотечественника Зороастра», который старше Христа и Магомета. С опорой на исследование Мэри Бойс Авдеев утверждал, что «зороастризм был первой настоящей религией в полном смысле этого слова вообще, и все остальные: индуизм, иудаизм, христианство, ислам это лишь более поздние искажения оригинала». Единственное, в чём он отдаёт приоритет иудаизму и раннему христианству, это якобы изобретение понятия «священной, религиозной» войны. Он писал: «Чем больший капитал собирал человек на земле, тем большей властью, почётом, уважением мог воспользоваться он на „том свете“… Древний славянин, так же как и нынешний мусульманин, мог иметь столько жён, на сколько у него хватало денег, здоровья и воображения, ибо все они переходили и в другую жизнь». В то же время он заявлял о безусловном равноправии женщин в языческом мире. Авдеев писал об «арийском» происхождении славян, родстве славян со скифами и, следуя идея Бойс, утверждал, что родина Заратуштры находится на территории России, к востоку от Волги. «Арийская» прародина, по его мнению, также расположена в России, и славяне названы им создателями высшей мудрости и древнейшей религии.
Там же он писал об ущербности эры Рыб, связанной с господством монотеистических религий, и будущей благословенной космической эре Водолея, призванной вернуть человечество к исходному первозданному благоденствию. Авдеев связывал будущее с установлением «наднационального, континентального, планетарного миросозерцания», чему должен помочь «национальный пророк». Он призывал упразднить «калейдоскоп культур и религий» и сформировать «универсальную религию будущего», которая будет способна объединить человечество «в мировой космический универсум». Будущее, согласно автору, принадлежит «наднациональному, континентальному миросозерцанию». Автор предрекал близкую гибель старого мира и считал, что нужно готовиться к качественной перестройке сознания. По этой причине он приходит к выводу, что «христианство… нуждается в физическом уничтожении», а ему на смену должна прийти новая «культурная мифология», новая политеистическая религия с опорой на «евразийскую идею». Россия, по мысли автора, была прародиной «ариев», поэтому именно её народы призваны вести остальной мир «к высотам новой духовности» и объединению всех «новых религий» и нетрадиционных культов в глобальное экуменическое единство. Будущее, по его мнению, за Евразийским объединением народов, основанном на общем «арийском учении». Чтобы избежать дальнейших катаклизмов, по мысли автора, народам России нужно объяснить, что «Христос и Магомет — это заморские иностранцы», а великий Зороастр — «это наш соотечественник». Первые якобы поделили мир на два враждующих лагеря. Только местный Бог может даровать удачу и счастье. По мнению автора, нужно лишь объяснить это людям, и они тут же устыдятся своей бессмысленной вражды, и придёт вечный мир. Авдеев отчасти опирается на классическое евразийство, которое стремилось объединить народы мира под единой религией русского православия. Автор заменяет православие на зороастризм и заявляет о наступлении эпохи «русской идеи» без Христа. Позднее Авдеев отказался от евразийских идей и пришёл к расовому учению.
Евреев, или «семитов» он считал антиподами и врагами «арийцев» и писал о титанической борьбе, которую в советский период якобы вели «русские учёные» против евреев.

## «Расология»
С конца 1990-х годов Авдеев стал сторонником «интегрального национализма» и расовой идеи. Он называл себя теоретиком «национал-гедонизма» и «отцом русской расологии».
Авдеев отождествлял понятия «северный вариант европеоидной расы», «арийцы», а также «нордики» и «белая раса». Своей целью он видел создание новой «нордической (арийской) науки», призванной создать «новую сверхсовершенную белую расу на основе лучших биологических компонентов существующей белой расы». Кроме того, «на основе новых методов дерматоглифики станет возможным заново, и теперь уже окончательно, восстановить подлинную политическую, социальную и культурную историю человечества».
Наиболее известное произведение Авдеева — книга «Расология», пропагандирующая расовые концепции. Термин «расология», согласно Авдееву — это обобщённая калька с немецких терминов Rassenlehre (расовая теория), Rassenkunde (расоведение), Rassenforschung (расовые исследования), Rassengedanke (расовое мышление). По Авдееву, «расология» — это универсальная наука, объясняющая на основе расовых характеристик индивидов их социальное, политическое, культурное, религиозное, сексуальное и иное поведение. Отличие «расологии» от антропологии Авдеев видит в том, что она не просто констатирует наличие рас и различия между ними, но выстраивает их иерархию и служит обоснованием для межрасовой борьбы: «Антрополог констатирует сам факт расовых различий <…> расолог же, напротив, оценивает их, создаёт из них иерархию по степени важности, чтобы научить соплеменников пользоваться ими с выгодой в борьбе за существование лишь для представителей своей расы. Расология как наука не боится давать прямой ответ на два самых коварных традиционных вопроса: „Кто виноват?“ и „Что делать?“». Поэтому главной задачей «расологии» является «установление закономерной связи между качеством человеческого материала и его историческими проявлениями».
Книга построена главным образом на цитатах авторов конца XIX — начала XX веков и в целом воспроизводит положения немецкой антропологической школы 1930-х годов. Авдеев дополнил эти постулаты собственной идеей о расовой иерархии даже внутри одного народа, где выделил творческое «расовое ядро» и малоценную «расовую периферию»: «каждый исторически значимый народ имеет одну расовую основу, одно расовое ядро, с помощью которого он диктует свои „правила игры“ расовой периферии, то есть расово-нечистым помесям».
По теме расологии Авдеев, в частности, заявлял:

Российская империя, так же как и Великая Русь, была основана великорусским племенем, у которого в силу его наследственно обусловленных расовых признаков сам процесс и очерёдность зарастания черепных швов происходит по модели, свойственной «высшей» расе, в то время как у «инородцев России» преобладает модель, позволяющая отнести их преимущественно к «низшим» расам.

Мыслить расово — это, прежде всего, мыслить конкретно. Какое отношение имеет конкретный исторический артефакт лично к вам и вашим соплеменникам? Полезен он или вреден? <…> В условиях расового мышления на первое место выдвигается принцип «свой—чужой», а категории абстрактных правды, добра и зла отодвигаются на задний план. <…> С расовым взглядом нужно родиться. Исторически может мыслить каждый, расово — только избранный и чистокровный.

Раса должна думать только о себе. Когда мы придумываем самолёт, мы должны думать, как нам легче перевозить представителей своего народа. Всё остальное нас не интересует.

На восемьдесят процентов поведение человека детерминировано его наследственностью, то есть расово-биологическим субстратом и только на двадцать — воздействием культуры. Такие вещи, как выбор цвета галстука, специи, кладущиеся в суп, предпочтение в литературе обусловлены биологией. Это сугубо статистическая вещь, поэтому от расы и надо идти.

Вот белый человек должен любить собак. Собака — нордическое животное, а кошка — типично азиатское. Не случайно, что корейцы и китайцы собак едят.
Авдеев писал, что в нацистской Германии якобы не было «оголтелой целенаправленной русофобии» и славян не считали «недочеловеками». Обратное он считал «стереотипами советской и либеральной эпох» и «безграмотной фантазией ангажированных журналистов».
В 2011 году книга «Расология. Наука о наследственных качествах людей» была признана экстремисткой, в 2012 году внесена Федеральный список экстремистских материалов за № 1491.

## Влияние
В начале 2000-х годов Авдеев создал видимость научной базы (псевдонаучную базу) для расистских идей радикальных русских националистов. Информация о издаваемых Авдеевым книгах размещена на сайтах русских неоязычников, в среде которых он распространял идеи расовой теории.

## Оценки

### Положительные
В 2005 году судебный медик и криминальный сексолог, заведующий кафедрой судебной медицины и права Северного государственного медицинского университета, доктор медицинских наук, профессор Г. Б. Дерягин в своей рецензии отметил, что энциклопедический обзор, который сделан Авдеевым в книге «Расология», будет полезным для представителей различных отраслей знаний, включая юристов и медиков, а также указал, что книга написана хорошим языком, последовательно и чётко, содержит квинтэссенцию расовой мысли.
Весной 2006 года журнал «Книжный бизнес» назвал первое издание «Расологии» Авдеева «абсолютным бестселлером» в номинации «философия, политология, эзотерика». В то же время в рецензиях на книгу со стороны профессиональных антропологов и биологов, наряду с достоинствами книги, отмечается её дискуссионный характер и наличие ошибочных утверждений.

### Отрицательные
Появление на книжном рынке «расологических» публикаций Авдеева и его единомышленников вызвало письмо протеста, которое подписали специалисты в областях биологии, антропологии, этнографии и истории — Т. И. Алексеева, Е. В. Балановская, Е. И. Балахонова, Т. С. Балуева, С. В. Васильев, М. М. Герасимова, Н. А. Дубова, С. Г. Ефимова, А. А. Зубов, Д. В. Пежемский, Г. Л. Хить, В. М. Харитонов, Т. К. Ходжайов. Авторы письма характеризуют эти публикации как «псевдонаучную и спекулятивную литературу» и высказывают уверенность, что «современная российская антропология обладает мощным научным потенциалом, чтобы противостоять натиску ксенофобии». Историк и антрополог В. А. Шнирельман характеризует подход Авдеева как «агрессивный дилетантизм».
Соратник Авдеева по журналу «Атеней» А. М. Иванов подверг критике взгляды Авдеева в своей статье «Посмотрите черепа!»
Книга «Раса и этнос», написанная Авдеевым в соавторстве с А. Н. Севастьяновым (М., 2007), подверглась научной экспертизе. Экспертное заключение, подписанное заведующим отделом антропологии Института этнологии и антропологии имени Н. Н. Миклухо-Маклая РАН, доктором исторических наук С. В. Васильевым, указывает на «дремучее невежество» авторов и их «бесстыдное паразитирование на науке». Книга, по мнению эксперта, «переполнена в высшей степени хвалебными характеристиками нордической расы и рассуждениями о её врожденном превосходстве над всеми иными расами… Книга изобилует уничижительными характеристиками других человеческих рас и народов, доказательствами их неполноценности, врожденную порочность и даже животность». «Высказывания, содержащиеся в книге, объективно формируют и закрепляют в читательском сознании в высшей степени отрицательные стереотипы в отношении иных рас и этносов. Возбуждая ненависть, они могут в огромной степени повлиять на формирование массового сознания и послужить основой для ультрарадикальных националистических устремлений, поскольку прямо и открыто оправдывают правомерность применения насилия в межрасовых и межэтнических отношениях».
Изложенные в книгах Авдеева идеи подверглись критике и другими отечественными учёными-антропологами: доктором исторических наук, профессором, зав. сектором этологии человека ИЭА РАН М. Л. Бутовской, главным научным сотрудником Музея антропологии и этнографии РАН, профессором Санкт-Петербургского университета, доктором исторических наук А. Г. Козинцевым, доктором исторических наук, ведущим научным сотрудником Центра азиатских и тихоокеанских исследований ИЭА РАН О. Ю. Артемовой, ведущим научным сотрудником ИЭА РАН, кандидатом биологических наук Г. А. Аксяновой.
Антрополог и археолог, доктор исторических наук, профессор Л. Т. Яблонский в интервью Полит.ру отмечал:

<…> как написал некий господин Авдеев. Я цитирую, это опубликовано в его книге: «Мы, таким образом, признаем, что этнос — такое же биологическое явление, как и раса, осколком, а то и сколком, которой он в чистом или смешанном виде является. Раса и этнос соотносятся как вид и разновидность, порода в зоологии и ботанике». Вот как только человек вам скажет вот такую штуку или что-нибудь подобное, вы можете смело причислять его к расистам, как в данном случае. Вот зачитываю следующее высказывание, опубликовано в книге, которая продаётся, ею забит весь Интернет: «Российская империя, так же как и великая Русь, была основана великоросским племенем, у которого в силу его наследственно обусловленных расовых признаков сам процесс и очерёдность зарастания черепных швов происходит по модели, свойственной высшей расе, в то время как у инородцев России преобладает модель, позволяющая отнести их преимущественно к низшим расам». Смешно? <…> Я хотел только сказать, что господин Авдеев не является специалистом, у него нет образования вообще для того, чтобы рассуждать о расах. А если он открыл пару книжек и решил, что нужно написать то же самое, только с точностью до наоборот, то это не означает ещё, что он специалист.
Историк, этнограф и антрополог В. А. Шнирельман отмечает, что ряд использованных Авдеевым цитат других авторов искажён и отобран произвольно для подтверждения его собственных взглядов. Шнирельман относит Авдеева к националистам-рыночникам (ориентированным на капиталистический строй), придерживающимся радикальных взглядов.
А. В. Пучков в своей кондидатской диссертации «Неоязычество в современной европейской культуре: На примере расовых теорий» отмечает, что Авдеев и ряд других авторов «воспроизводят основные неоязыческие компоненты классической расовой теории», а именно отказ от монотеизма и христианства, предложение «вернуться к расовым, природным основам человечества». Они «противопоставляют современному „противоестественному“ обществу „инстинкт расы“, призывают придать русской идее „природно-телесную составляющую“ и избавить её от интернационализма и общечеловеческих ценностей, утверждают „бессмертие индивидуума в бессмертии расы“».
В апреле 2011 года Орджоникидзевский районный суд Екатеринбурга по представлению прокурора Орджоникидзевского района г. Екатеринбурга признал экстремистскими материалы книги Владимира Авдеева «Расология. Наука о наследственных качествах людей». В определении прокуратуры книга характеризуется следующим образом:

Цель расологии Авдеев видит в том, чтобы «распознать и нейтрализовать чужеродные влияния» на свою расу, отстаивает идею о вреде расового смешения. При этом в книге восхваляется «белая раса», в то время как иные расы подвергаются уничижительной критике. Автором предпринята попытка доказать их неполноценность, врожденную порочность и даже животность. Суд установил, что содержание исследуемой книги направлено на возбуждение расовой ненависти в отношении отдельных этнических и социальных групп.

## Реакция на критику
В предисловии к сборнику «Русская расовая теория. Выпуск 2» Авдеев отреагировал на коллективное письмо учёных в следующих словах:

Подлинным перлом «научной критики» может служить статья «Рецидивы шовинизма и расовой нетерпимости» (Природа, № 6, 2004), оформленная как «письмо в редакцию» данного журнала за подписью четырнадцати корифеев отечественной науки, истративших четверть полезного объёма статьи не на научный разбор, а на перечень собственных регалий. <…> Вышеозначенные господа данной публикацией явили миру чудеса своей воинствующей безграмотности <…>
<…> Ваш пасквильный укор — это обыкновенная зависть, зависть поколения испуганных «красных профессоров», всюду видящих «рецидивы шовинизма и расовой нетерпимости». <…> Как выяснилось, многие из этого списка даже не держали в руках наших книг и подписались по старой советской привычке «единодушным коллективом». <…> Таким образом, существует инициативная группа из нескольких человек, занятая традиционным ремеслом советской эпохи — плетением интриг и распусканием порочащих слухов, ибо ни к чему другому она не способна. <…>

Мы не обвиняем этих людей, как они нас, в дилетантизме, хотя их познания в области истории русской антропологии существенно ниже наших. Нет, мы обвиняем их в отсутствии гражданской позиции, подобающей отечественной научной школе. Не делая ничего сами в области популяризации классического наследия, они буквально «в штыки» воспринимают каждую стороннюю инициативу.
Также Авдеев писал:

О ненаучности расологии <…> говорят те, кто сам является дегенератом, и поэтому не любят никакой систематики.

## Публикации
- Нерожденным рожден был отцом // Литературная газета, 18 октября 1989. — С. 5.
- Плачея // Советская литература, 1990, № 1.
- Страсти по Габриэлю: Роман. — М.: Столица, 1990. — 256 с.
- Протезист: Роман. — Харьков: Изд.-коммер. предприятие «Паритет» ЛТД, 1992. — 222 с.
- Преодоление христианства (опыт адогматической проповеди): Монография. — М.: ТОО «Капь», 1993. — 176 с.
  - Преодоление христианства: Монография. — Харьков: ООО «ДИВ», 2005. — 256 с.
  - Преодоление христианства: Монография. Изд. 2-е. — М.: Русская Правда, 2006. — 240 с.
- Интегральный национализм // За русское дело. — 1996. — № 11. — С. 1—2.
- Свобода личности и расовая гигиена // За русское дело. — 1997. — № 5. — 4—6.
- Расовый смысл Русской идеи. Вып. 1 / Сборник статей. Издание второе исправленное. Серия «Библиотека расовой мысли». / Сост., общ. ред. В. Б. Авдеева. Предисл.: Авдеев В. Б., Савельев А. Н.: Раса и русская идея. — М.: Белые альвы, 2000. — 496 с.
- Людвиг Вольтман. Политическая антропология / Издание второе исправленное и дополненное. Серия «Библиотека расовой мысли» Пер. с нем. / Сост., общ. ред. и предисл. В. Б. Авдеева: Политическая антропология Людвига Вольтмана. — М.: Белые альвы, 2000. — 448 с.
- Метафизическая антропология. Серия «Библиотека расовой мысли»: Сборник статей. — М.: Белые альвы, 2002. — 156 с., илл.
- Ганс Ф. К. Гюнтер. Избранные работы по расологии / Пер. с нем. А. М. Иванова. Серия «Библиотека расовой мысли» / Предисл.: Авдеев В. Б., Иванов А. М., Ригер Ю.: Ганс Ф. К. Гюнтер — пророк нордической расы. — М.: Белые альвы, 2002. — 480 с., илл.
- Расовый смысл русской идеи. Выпуск 2 / Сб. статей под. ред. Авдеева В. Б, Савельева А. Н. — Серия «Библиотека расовой мысли». / Сост., общ. ред. В. Б. Авдеева; Предисл. В. Б. Авдеева, А. Н. Савельева. — М.: Белые альвы, 2003. — 576 с., илл. Здесь же: В. Б. Авдеев: Новая парадигма в расологии. — С. 7—30.
- Русская расовая теория до 1917 года. Вып. 1 / Сб. оригинальных работ русских классиков под ред. В. Б. Авдеева. Сост., общ. ред., оформл., предисл. В. Б. Авдеева: Русская расовая теория до 1917 года. — М.: ФЭРИ-В, 2002. — 688 с.
- Русская расовая теория до 1917 года. Вып. 2 / Сб. оригинальных работ русских классиков под ред. В. Б. Авдеева. Сост., общ. ред., оформл., предисл. В. Б. Авдеева: Русская расовая теория до 1917 года (продолжение). — М.: ФЭРИ-В, 2004. — 720 с.
- Расология. Монография. Серия «Библиотека расовой мысли»: — М.: Белые альвы, 2005. — 528 с., илл.
  - Расология. Наука о наследственных качествах людей. Монография. Изд. 2-е, доп. Серия «Библиотека расовой мысли». — М.: Белые альвы, 2007. — 672 с., илл.
- Карл Штрац. Расовая женская красота / Пер. с нем В. Комаровского. Серия «Библиотека расовой мысли». Сост., общ. ред., оформл., предисл. В. Б. Авдеева: Карл Штрац и лабиринты женского тела. — М.: Белые альвы, 2004. — 368 с., илл.
- Эрнст Крик. Преодоление идеализма. Основы расовой педагогики / Пер. с нем. А. М. Иванов. Серия «Библиотека расовой мысли». Сост., общ. ред. В. Б. Авдеева. Предисл.: Авдеев В. Б., Иванов А. М.: Создатель расовой педагогики Эрнст Крик. — М.: Белые альвы, 2004. — 432 с., илл.
- Ганс. Ф. К. Гюнтер. Избранные работы по расологии. Изд. 2-е, доп. и проилл. / Пер с нем. А. М. Иванова. Серия «Библиотека расовой мысли»: Предисл. В. Б. Авдеева, А. М. Иванова, Ю. Ригера: Ганс Ф. К. Гюнтер — пророк нордической расы. — М.: Белые альвы, 2005. — 576 с., илл.
- Философия вождизма. Хрестоматия по вождеведению. Серия «Библиотека расовой мысли»: Сост., общ. ред., оформл., предисл. В. Б. Авдеева: Философия вождизма. / Пер. с нем. А. М. Иванова. — М.: Белые альвы, 2006. — 608 с., илл.
- Савельев А. Н. Образ врага. Расология и политическая антропология. Серия «Библиотека расовой мысли». Предисл. В. Б. Авдеева: От политологии к расологии (политическая и научная биография Андрея Николаевича Савельева). — М.: Белые альвы, 2007. — 608 с., илл.
- Иванов А. М. Рассветы и сумерки арийских богов. Расовое религиоведение. Монография. Серия «Библиотека расовой мысли». — М.: Белые альвы, 2007. — 432 с., илл.
- Авдеев В. Б., Севастьянов А. Н. Раса и этнос. Монография. Серия «Высшие курсы этнополитики» — М.: Книжный мир, 2007. — 160 с.
- Раса и мировоззрение. Сборник оригинальных философских работ. Серия «Библиотека расовой мысли». / Пер. с нем. А. М. Иванова; Сост., общ. ред., предисл. В. Б. Авдеева: Раса и мировоззрение. — М.: Белые альвы, 2009. — 480 с., илл.
- Тейлор И. Славяне и арийский мир. Монография / Пер. К. Н. Сметанникова, предисл. В. Б. Авдеева: Славяне и арийский мир. — М.: Вече, 2009. — 416 с. — (Terra Historica)
- История английской расологии. Критическое исследование: Монография. — М.: Белые альвы, 2010. — 592 с.: илл. — Серия «Библиотека расовой мысли».
- Ричард Линн. Расовые различия в интеллекте. Эволюционный анализ: Монография / Пер. с англ. Румянцев Д. О. Предисл. к рус. изд.: Авдеев В. Б., Григорьев А. А., Румянцев Д. О.: Эволюция, раса и интеллект. — М.: Профит Стайл, 2010. — 304 с.
- Ганс Ф. К. Гюнтер. Родоведение. Наука о семье. Монография. Серия «Библиотека расовой мысли». / Пер. с нем. А. М. Иванова. Сост., науч. ред., предисл. В. Б. Авдеева: Страсти по Гюнтеру. — М.: Белые альвы, 2011. — 336 с.: илл.
- Дж. Филипп Раштон. Раса, эволюция и поведение. Взгляд с позиции жизненного цикла: Монография / Пер. с англ. Румянцев Д. О. Предисл. В. Б. Авдеева: Генетический детерминизм Дж. Филиппа Раштона. — М.: Профит Стайл, 2011. — 416 с.
- Фриц Ланге. Язык человеческого лица: Монография. Автор проекта: В. Б. Авдеев. — Нефтеюганск: Гратис, 2011. — 224 с.
- Мантегацца П. Физиогномика и выражение чувств: Монография. Предисл. В. Б. Авдеева: Человековедение Паоло Мантегацца. — М.: Профит Стайл, 2011. — 448 с.
- Кун К. С. Расы Европы: Монография / Пер. с англ. М. Ю. Диунова. Предисл. В. Б. Авдеева, М. Ю. Диунова: Карлтон Стивенс Кун — классик американской антропологии. — М.: АСТ; Астрель, 2011. — 720 с.: ил., вкл.
- Мантегацца П. Физиология наслаждений. Идея проекта: В. Б. Авдеев. Предисл. В. Б. Авдеева: Наука о наслаждениях. — М.: Профит Стайл, 2012. — 480 с.